# 캘리포니아의 스페인어
스페인어는 캘리포니아주에서 영어 다음으로 두 번째로 많이 사용되는 언어이며, 2021년 기준 인구의 28.18% (10,434,308명)가 사용한다. 캘리포니아 스페인어(español californiano)는 캘리포니아주에서 사용되는 언어변종의 한 종류이다. 여기에는 칼리포르니오 스페인어(español californio)로 알려진 역사적 변종도 포함된다.
스페인어는 1542년에 캘리포니아에 처음 소개되었고, 그 이후로 캘리포니아의 문화 경관과 역사에 깊이 얽혀들었다. 스페인어는 스페인 제국과 멕시코 시대 동안 캘리포니아의 공식 행정 언어였으며, 1848년 미국이 캘리포니아 정복으로 알타칼리포르니아주를 멕시코로부터 멕시코 할양지로 얻을 때까지 유지되었다. 캘리포니아의 초기 미국 정부는 1849년 캘리포니아 헌법에서 스페인어 화자들의 권리를 보호했지만, 이러한 헌법적 보호는 1879년에 철회되었다.

## 인구 통계
2010년 기준으로, 캘리포니아 거주자 중 5세 이상 인구의 28.46%(9,696,638명)가 스페인어를 모국어로 가정에서 사용했다. 캘리포니아는 미국 내에서 스페인어 화자 밀도가 두 번째로 높다. 히스패닉 학생들은 캘리포니아 공립학교에서 가장 큰 학생 인구 집단으로, 거의 40%의 학구에서 학생 인구의 대다수를 차지한다. 캘리포니아 학생의 21%는 스페인어를 모국어로 사용한다.
캘리포니아의 히스패닉계 주민은 캘리포니아에서 가장 큰 인구 집단을 이루며, 전체 인구의 거의 40%인 약 15,574,882명에 달한다.

## 역사

### 스페인 시대
캘리포니아라는 이름은 15세기 후반에서 16세기 초반에 가르시 로드리게스 데 몬탈보가 쓴 스페인 서사시 라스 세르가스 데 에스플란디안("에스플란디안의 모험")에서 유래한다. 《라스 세르가스 데 에스플란디안》에서 캘리포니아는 칼리피아 여왕이 다스리는 여전사들의 섬 왕국으로 묘사된다. 이 이름은 1530년대에 현대 캘리포니아 (지역)에 적용되었으며, 처음에는 (오늘날 멕시코의 일부인) 바하칼리포르니아반도만을 지칭했지만, 나중에 알타칼리포르니아주 (오늘날 미국의 캘리포니아주)까지 포함하도록 확장되었다.
캘리포니아에서 스페인어의 구술 역사는 1542년, 스페인 제국의 첫 탐험대가 알타칼리포르니아주에 도착하면서 시작되었다. 16세기와 17세기 내내 스페인 탐험은 계속되었지만, 영구적인 아메리카의 스페인 식민화는 1769~70년 포르톨라 탐험 이후에야 확고해졌으며, 이는 궁극적으로 로스앤젤레스, 샌프란시스코, 샌디에고와 같은 캘리포니아 전역에 스페인 정착촌을 세우는 결과를 낳았다. 탐험대장 가스파르 데 포르톨라는 1770년에 출판된 Estracto de Noticias del Puerto de Monterrey에서 자신의 항해 기록을 발표했으며, 스페인 지도 제작자 미겔 코스탄소도 그의 Diario Histórico de los Viages de Mar, y Tierra Hechos al Norte de la California에서 같은 해에 기록을 출판했다.
캘리포니아의 스페인 임무의 창설은 캘리포니아 원주민들의 삶, 즉 선교 시스템에 거주하던 원주민들에게 스페인어의 확산을 가져왔다. 프란치스코회 선교사들은 선교회 운영 교육과 프란시스코 팔로와 같은 프란치스코회 수도사들의 출판물을 통해 캘리포니아 전역의 공동체에 스페인어 확산에 중요한 역할을 했다. 팔로는 1767년부터 1784년까지 쓰여진 그의 주요 작품인 Noticias de la Nueva California를 포함하여 캘리포니아에 대한 다양한 역사서와 에세이를 썼다.

### 멕시코 시대
1834년, 아구스틴 V. 자모라노는 캘리포니아 역사상 최초의 인쇄소가 되었고, 몬터레이에 인쇄소를 열어 주로 캘리포니아 주에 있는 멕시코 정부의 공식 언론 역할을 했다. 1835년, 자모라노는 캘리포니아 역사상 첫 번째 책인 호세 피게로아 주지사가 쓴 "Manifesto a la República Mejicana"를 출판했다.
이전에 캘리포니아에서 문학 작품들이 쓰여졌지만, 카를로스 안토니오 카리요의 1831년 "Exposición dirigida á la Cámara de Diputados del Congreso de la Unión"처럼 다른 곳에서 출판되어야 했다. 멕시코 시대 동안, 많은 미국 및 유럽 이민자들이 알타칼리포르니아주에 정착하여 멕시코 시민권을 획득했고, 이는 토지를 소유하기 위함이었는데, 종종 스페인어를 배우는 것이 조건이었다.

### 초기 미국 시대
1847년 캘리포니아 정복 이후, 스페인어 화자들의 권리는 처음에는 미국의 캘리포니아 임시 정부에 의해 보장되었다. 1849년에 영어와 스페인어로 작성된 첫 번째 캘리포니아 헌법은 정부 규제 및 출판물에서 스페인어의 공식 지위를 영어와 함께 보장했다. 1850년 첫 캘리포니아 주의회의 첫 번째 법안 중 하나는 모든 주 법률, 법령, 문서 및 명령을 스페인어로 번역하는 책임을 맡을 주 통역사를 임명하는 것이었다.
1848년 멕시코 할양지 이후 스페인어가 처음에는 학교와 정부에서 계속 사용되었지만, 캘리포니아 골드 러시 동안 캘리포니아로 대규모로 이주한 앵글로폰 미국인 정착민들은 결국 자신들의 언어, 문화 및 법을 지배적으로 확립하여 공공 영역에서 스페인어를 대체하게 되었다. 1855년까지 캘리포니아는 앵글로족의 사회적, 정치적 지배를 확보하는 방법으로 영어를 학교에서 유일한 교수 매체로 선언했다.
1872년 캘리포니아의 두 번째 헌법 제정 회의에는 스페인어 화자 참가자가 없었다(1849년 회의에서는 상당한 비율을 차지했음). 결국 46대 39로 이전 조항을 수정하여 이후 모든 공식 절차는 영어로만 출판하도록 결정했다. 스페인어가 공공 영역에서 대체되었음에도 불구하고, 캘리포니아 대부분 지역은 19세기와 20세기를 거쳐 현대까지 스페인어 사용 공동체가 계속 존재했다.

## 법적 지위

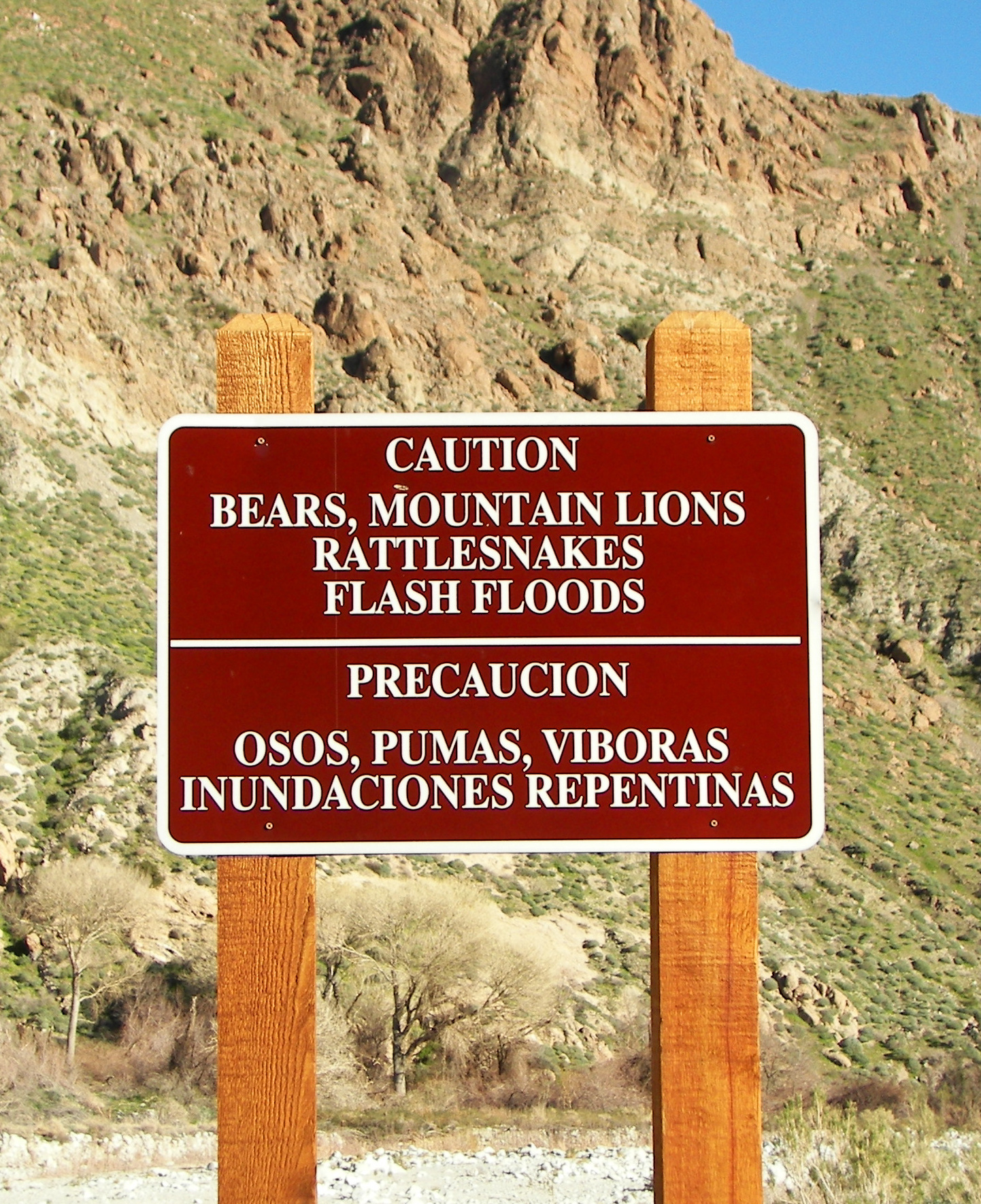
콜로라도 사막에 영어와 스페인어가 동일한 크기와 글꼴로 표시된 이중 언어 표지판.

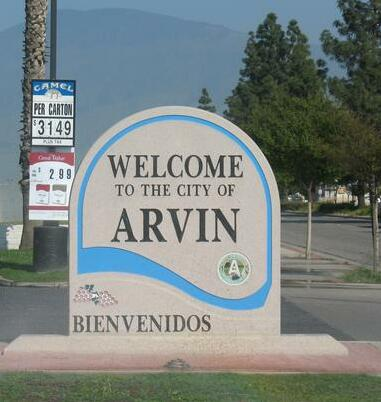
샌와킨 밸리에 영어가 스페인어보다 더 두드러지게 표시된 이중 언어 표지판.

스페인어는 1848년까지 스페인 시대와 멕시코 시대를 통해 캘리포니아의 공식 행정 언어였다. 미국의 캘리포니아 정복과 과달루페 이달고 조약 이후, 미국 정부는 처음에 멕시코 할양지 내 스페인어 사용 시민의 권리를 보장했다.
첫 번째 캘리포니아 헌법(1849)은 1849년 몬터레이 헌법 제정 회의에서 영어와 스페인어로 모두 작성되었으며, 스페인어 사용자들이 정부 절차에서 언어를 사용할 수 있는 헌법적 권리를 명문화하고 모든 정부 문서가 영어와 스페인어로 출판되도록 의무화했다.
본 주의 세 가지 최고 권력기관 중 어느 한 곳에서든 그 본질상 발행을 필요로 하는 모든 법률, 법령, 규정 및 조항은 영어와 스페인어로 발행되어야 한다.— 캘리포니아 헌법, 1849, 제11조 제21항.

1870년까지 영어 사용 미국인 인구가 캘리포니아에서 대다수를 차지하게 되었다. 1879년 개정된 헌법은 스페인어 화자의 권리와 스페인어의 공식 지위를 박탈했다. 새로운 헌법에 따라 모든 공식 절차는 독점적으로 영어로 진행되어야 했으며, 이 조항은 1966년까지 유효했다.
20세기에 영어 전용 운동의 성장은 1986년 캘리포니아 주민 발의안 63호의 통과로 이어졌는데, 이는 영어를 캘리포니아의 유일한 공용어로 헌법에 명문화하고 학교에서의 스페인어 교육을 중단시켰다.
영어는 캘리포니아주의 공식 언어이다.— 캘리포니아 헌법, 제3조 제6항

캘리포니아주 정부는 다양한 기관에서 스페인어 역량을 확대하기 위한 노력을 기울여왔다. 스페인어는 주 전역에서 널리 사용되며, 많은 지방 정부와 특별 구역은 영어와 스페인어로 서비스를 제공하고 간행물을 발행한다.
캘리포니아주 사법부는 캘리포니아의 52개 군 전체, 캘리포니아 고등법원과 캘리포니아 항소법원, 그리고 캘리포니아 대법원에서 스페인어 실시간 통역을 제공한다.

### 지방 정부
캘리포니아의 도시 482개 중 225개 도시의 선거구 재조정 절차는 영어와 스페인어로 진행되어야 한다.
코첼라 시는 정부 간행물과 시의회 회의 모두에서 영어와 스페인어를 공식적인 이중 언어로 사용하며, 주민의 90%가 스페인어를 구사한다. 칼렉시코 시는 영어와 스페인어를 공식적인 이중 언어로 채택하는 것을 검토 중이다.
샌프란시스코 시는 영어를 비롯해 중국어, 필리핀어, 베트남어와 함께 스페인어를 공식 언어 중 하나로 인정한다.
로스앤젤레스 시는 모든 로스앤젤레스 시의회 회의에 스페인어 통역사를 배치하도록 의무화하고 있다. 로스앤젤레스 시의회 의원들은 정기적으로 영어/스페인어 이중 언어 기자 회견을 개최하며, 많은 스페인어 사용 유권자들과 직접 소통하기 위해 스페인어 언어 몰입 교육 과정에 참여하기도 한다. 로스앤젤레스 교통국 (LADOT)은 "고품질의 포괄적인 지역 사회 참여가 영어와 스페인어로 수행되어야 한다"고 요구하는 반면, 로스앤젤레스 도시 계획 부서는 모든 도시 계획 자료를 영어와 스페인어로 출판하도록 요구한다.
산호세, 샌타애나, 샌버너디노, 롱비치, 출라비스타, 벤투라, 샌타마리아, 머세드, 샌타바버라, 샌환카피스트라노, 머데스토, 샌타모니카, 샌타로자, 폰태나, 그리고 로스앤젤레스는 모든 시의회 회의에서 실시간 스페인어 통역을 의무화하고 있다. 새크라멘토와 애너하임에서도 정부 절차에 실시간 스페인어 통역을 의무화하려는 노력이 이루어졌다. 프레즈노와 뮤리에타와 같은 다른 도시들은 요청 시에만 시의회 회의에서 스페인어 통역 서비스를 제공한다. 일부 도시들은 모든 공공 회의에서 실시간 스페인어 통역을 의무화한다고 발표했지만, 스톡턴과 같이 이러한 의무를 이행하지 못한 곳도 있다.
오렌지군, 샌타바버라군, 샌디에고군은 모든 공중 보건 안내문, 군 관리위원회 회의 의제, 비상 정보를 스페인어로 제공하도록 의무화하고 있다. 샌타클래라군, 샌마테오군, 앨러미다군, 프레즈노군, 샌베니토군, 그리고 통합된 샌프란시스코 시와 군은 모두 요청 시 각 군 감리회 회의에서 스페인어 통역 서비스를 제공한다. 임페리얼군에서도 정부 절차에 실시간 스페인어 통역을 의무화하려는 노력이 이루어졌다.
샌디에고 정부 협회(SANDAG)는 모든 공개 회의에 영어/스페인어 이중 언어 직원(영어/스페인어 법정 속기사, 통역사, 출판물 포함)이 배치되어야 한다고 의무화하고 있다. SANDAG는 또한 모든 지역 설문조사를 영어와 스페인어로 모두 실시해야 한다고 의무화하고 있다.

### 경찰 및 공공 안전
캘리포니아 평화 유지관 표준 및 훈련 위원회는 캘리포니아의 모든 법 집행관이 스페인어에서 최소한의 유창성 수준을 충족하도록 기준을 설정했다.
샌디에고군 보안관은 캘리포니아에서 유일한 스페인어 경찰 학교인 아카데미아 델 아과실(스페인어로 "보안관 아카데미")을 운영한다.
공인 이중 언어 스페인어/영어 경찰관은 샌프란시스코 경찰국, 샌타로자 경찰국, 그리고 소노마군 보안관 부서에서 유지하고 있다.

## 스페인어 미디어

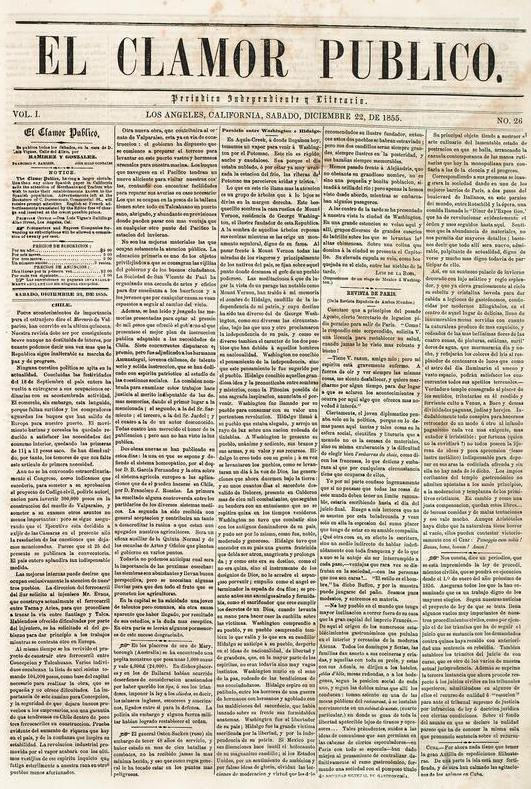
엘 클라모르 푸블리코는 1855년에 창간된 스페인어 신문이다.

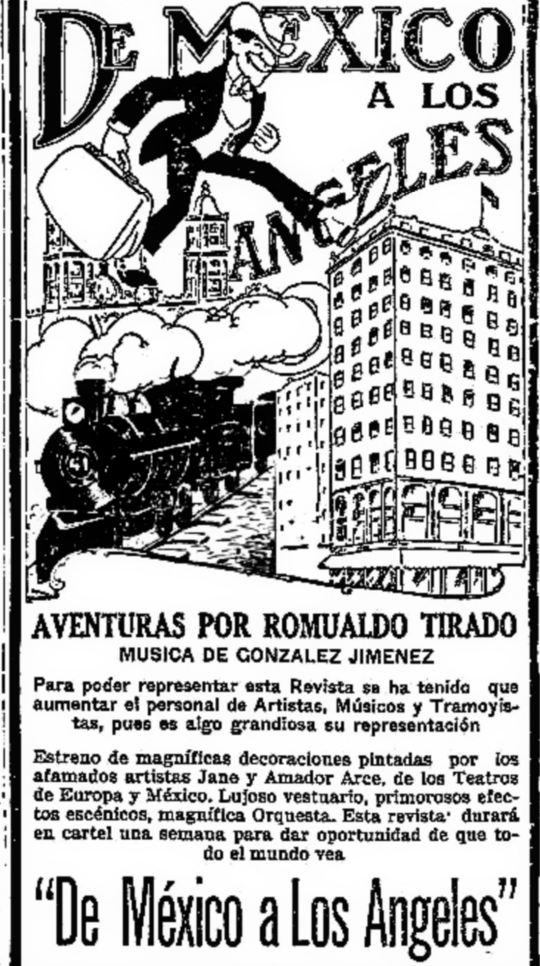
로무알도 티라도의 데 멕시코 아 로스 앙헬레스 (1929년), 로스앤젤레스의 테아트로 멕시코에서 공연됨.

코로나19 팬데믹 이후 캘리포니아에서 스페인어 미디어는 위기를 겪었으며, 많은 지역 신문과 라디오 방송국이 문을 닫았고 스페인어 신문 소유주들은 자원을 영어 출판물로 전환했다.

### 뉴스
로스앤젤레스에 본사를 둔 라 오피니온은 미국에서 가장 큰 스페인어 뉴스 출판물이다.
캘리포니아의 대부분 주요 영어 신문은 샌디에고 유니온 트리뷴 스페인어판과 로스앤젤레스 타임스 스페인어판과 같은 스페인어판을 제공한다. 샌프란시스코 크로니클은 전용 스페인어판을 발행하지는 않지만, 스페인어 기사를 일부 게재하며, 자매 출판물인 SFGATE도 마찬가지다.
산호세 머큐리 뉴스는 1998년부터 2005년까지 스페인어판을 발행했다. 산호세 스포트라이트는 스페인어판을 유지하고 있다.
2014년에 오렌지 카운티 레지스터는 스페인어 신문인 《유니도스 엔 엘 수르 데 캘리포니아》를 창간했다. 2015년에는 오렌지 카운티 로마 가톨릭 교구가 스페인어 신문을 창간했다.
역사
로스앤젤레스 스타/에스트레야 데 로스 앙헬레스는 남부 캘리포니아 최초의 신문으로, 1851년부터 1879년까지 로스앤젤레스에서 스페인어와 영어로 모두 발행되었다. 엘 클라모르 푸블리코는 1855년부터 1859년까지 로스앤젤레스에서 발행된 또 다른 스페인어 신문이었다. 라 소시에다드는 샌프란시스코에 본사를 두고 1869년부터 1895년까지 스페인어로 발행되었다.
어떤 경우에는 라 오르케스타와 같은 19세기 멕시코 신문이 주된 멕시코판과 함께 캘리포니아판을 발행하기도 했다.
치카노 운동 기간인 1940년대부터 1970년대까지 캘리포니아 전역, 특히 대도시와 대학 캠퍼스에서 활동가 지향적인 엘 말크리아도와 라 라사와 같은 치카노 출판물, 그리고 치카나 여성주의 신문인 히하스 데 콰우테목과 같은 출판물이 등장했다.

### 텔레비전
에스트레야 미디어 소유의 에스트레야 TV는 버뱅크에 본사를 둔 주요 스페인어 텔레비전 네트워크이다. LATV는 로스앤젤레스에 본사를 둔 소규모 스페인어-영어 이중 언어 방송 네트워크이다.
미국에서 가장 큰 두 스페인어 뉴스 방송사인 텔레문도와 유니비전은 캘리포니아 전역에 지역 계열사를 유지하고 있다.

## 스페인어 이중 언어 교육
2016년 캘리포니아 주민 발의안 58호는 두 언어 병용 교육 금지를 뒤집었지만, 스페인어 이중 언어 교육의 확산에는 여전히 많은 장벽이 존재한다. 교사 부족과 자금 부족 등이 그 예이다. 캘리포니아주 정부는 그 이후로 스페인어 접근 및 이중 언어 교육을 장려하기 위한 노력을 기울였으며, 캘리포니아의 사립 교육 기관들도 마찬가지다.
레알라 — 로스앤젤레스 스페인어 도서 박람회 및 문학 축제 —는 로스앤젤레스의 LA 플라자 데 쿨투라 이 아르테스에서 매년 열리는 스페인어 도서 박람회이다.

### 초등 및 중등 교육
캘리포니아의 상당수 학구는 스페인어-영어 이중 몰입 학교를 운영하며, 여기에는 샌타애나 통합 학구, 산호세 통합 학구, 샌프란시스코 통합 학구, 샌가브리엘 통합 학구, 샌디에고 통합 학구, 샌버너디노 시티 통합 학구, 로스앤젤레스 통합 학구, 패서디나 통합 학구, 샌루이스 오비스포 코스탈 통합 학구, 카피스트라노 통합 학구, 살리나스 시티 초등 학구, 샌리앤드로 통합 학구, 그리고 샌타모니카-말리부 통합 학구 등이 포함된다.

### 고등 교육
로스앤젤레스 커뮤니티 칼리지 지구는 스페인어로 강의하는 일부 대학 프로그램을 운영한다.

## 스페인어 예술 및 문학

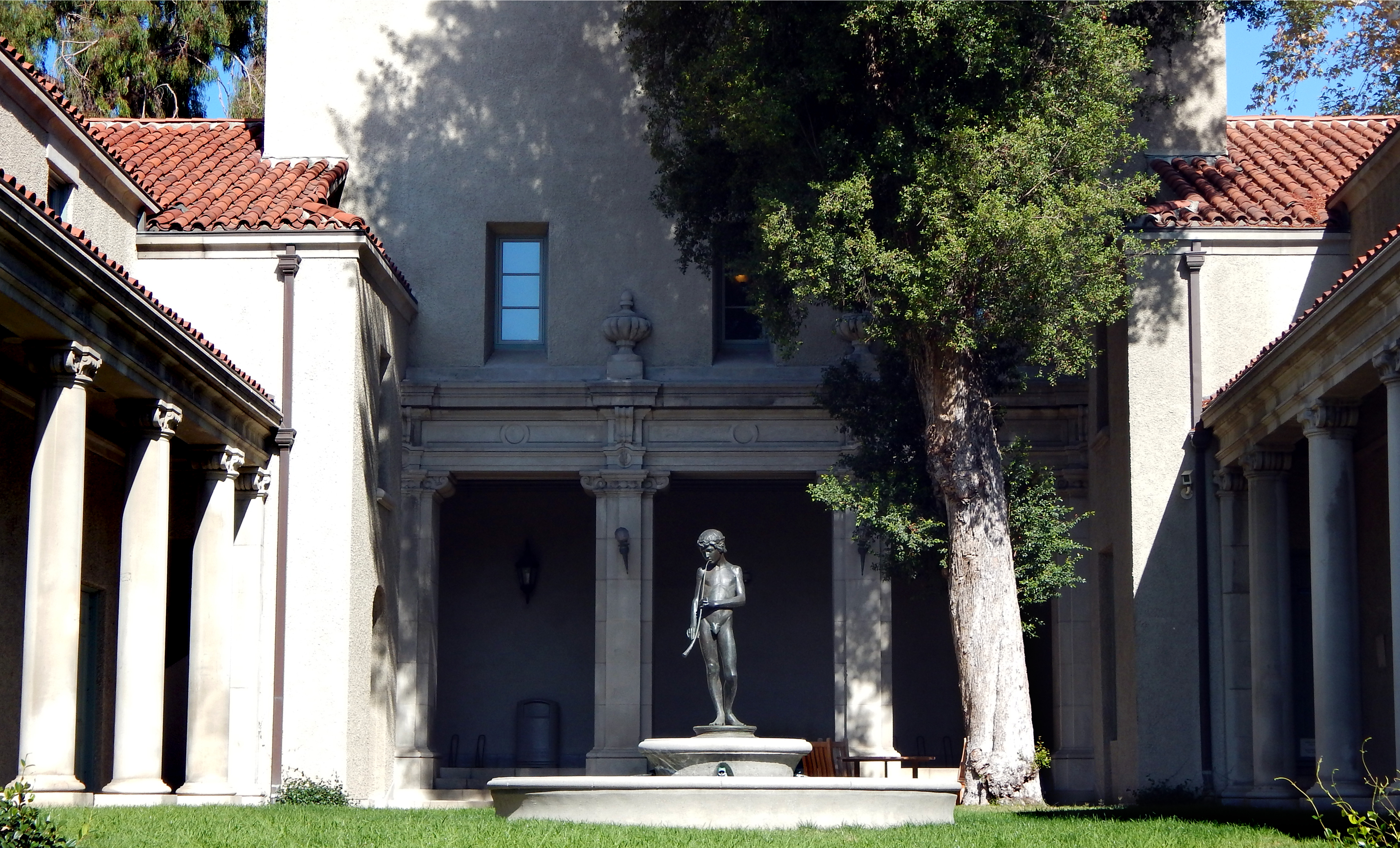
포모나 칼리지에 있는 스페인어 음악 전통을 기리는 기념비, 스페인 음악의 정신.

스페인어로 글을 쓰는 현대 캘리포니아 작가로는 후안 펠리페 에레라, 하비에르 오. 우에르타, 리처드 로드리게스, 프란시스코 히메네스, 오로라 게레로, 프란시스코 아라곤, 알렉스 에스피노사, 스티븐 D. 구티에레스, 레이나 그란데, 루벤 마르티네스, 이반 아르게예스, 그리고 대니얼 차콘 등이 있다.

### 연극
엘 테아트로 캄페시노는 샌환바우티스타에 기반을 둔 역사적인 치카노 극단으로, 스페인어와 영어로 공연한다.

## 사업에서의 사용
캘리포니아의 많은 기업들은 직원의 스페인어 사용을 장려하여 캘리포니아의 히스패닉 인구와 더 넓은 스페인어권에 더 나은 서비스를 제공하고 있다. 캘리포니아는 직장에서 스페인어 차별에 대한 법적 보호 장치를 가지고 있다.

## 언어적 특징
캘리포니아 스페인어는 매우 다양한 억양을 가지고 있다. 부호전환의 보급과 앵글리시즘으로 알려진 영어 외래어의 현저한 영향이 특징이다.
남부 캘리포니아의 스페인어는 차용어와 구문 구조에 스페인어 형태론적 구조가 적용된 형태통사론적 특성을 보인다.

### 방언

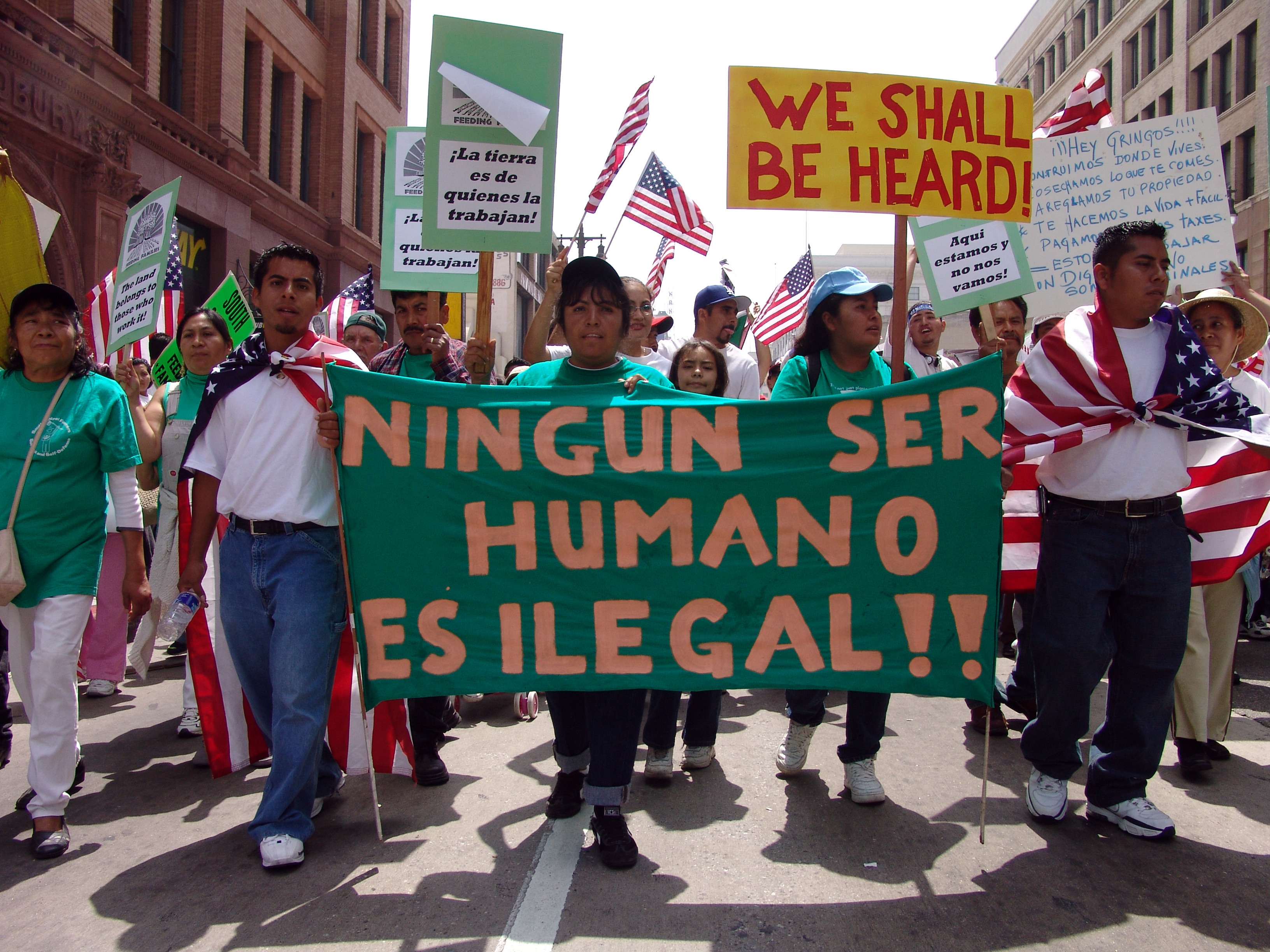
2006년 로스앤젤레스의 오월제 행진에서 스페인어 표지판.

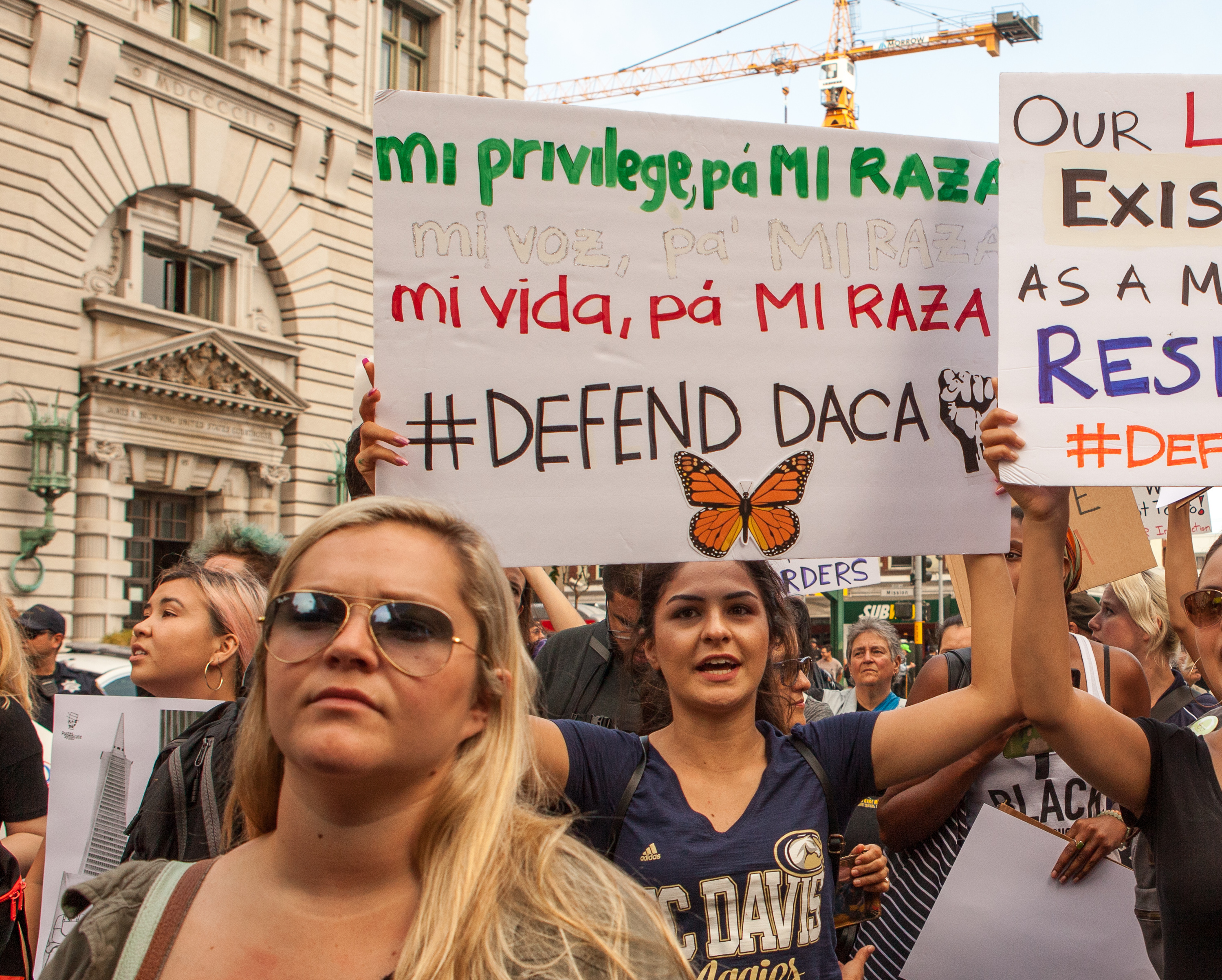
2017년 샌프란시스코에서 DACA 지지 시위 중 스페인어 표지판.

캘리포니아 스페인어는 다음과 같은 여러 언어변종을 포함한다.
- 로스앤젤레스 토착 스페인어(español vernáculo de Los Angeles), 약칭 LAVS는 로스앤젤레스 대도시권에서 유래한 남부 캘리포니아 변종으로, 주로 멕시코 스페인어의 농촌 악센트를 기반으로 하지만 독특한 특징을 가지고 있다.[114][115] LAVS의 특징은 다음과 같다.[114][115]
  - 모음 앞 관사의 축약(l’avena, l’alfalfa, l’espada)
  - 자음 군의 단순화(/eklise/ <eclipse>, /sétimo/ <séptimo>, /elétriko/ <eléctrico>)
  - 고문체 (즉, mesmo, haiga, trujo, dende, agora)
  - /y/의 /j/로의 약화
  - 모음분화 (이중모음화) (ljon/ <león>, /pjor/ <peor>, /twaya/ <toalla>, /kwete/ <cohete>)
  - 어두음 탈락 (pa <para>, tá <está>, ira <mira>, amá <mamá>)
  - 전위 (/swidad/ <ciudad>)
  - 어휘집 접촉 현상 (carpeta, librería, troca, bil)
- 베이 에어리어 스페인어(español del Área de la Bahía)는 베이 에어리어에서 유래한 북부 캘리포니아 변종이다.[116][117] 역시 멕시코 스페인어 방언에 기반을 두고 있으며, 치카노 영어의 영향을 크게 받은 베이 에어리어 스페인어는 캘리포니아 모음 변화로 인한 특징이 두드러진다. 특히 다른 멕시코 스페인어 방언보다 모음 공간이 더 압축되어 있는데, 이는 베이 에어리어의 높은 스페인어-영어 이중 언어 사용률로 인해 화자들이 한 언어에서 다른 언어로 조음음성학을 전이하여 스페인어와 영어 모두에서 유사한 모음 공간 변조를 발생시키기 때문이다.[116][117]
- 칼리포르니오 스페인어(español californio)는 캘리포니아 역사의 스페인, 멕시코, 초기 미국 시대에 칼리포르니오들이 사용했던 역사적인 변종이다.[114][6][7][8]

## 같이 보기
- 캘리포니아주의 언어
  - 캘리포니아 영어
  - 치카노 영어
  - 칼로 – 미국 남서부에서 사용되는 스페인어 속어
  - 캘리포니아 원주민 언어 – 캘리포니아에서 사용되는 원주민 언어
- 북아메리카의 스페인어
  - 멕시코 스페인어
  - 미국 스페인어
- 캘리포니아주의 히스패닉 및 라티노

## 참고 문헌
- Sapiens, Alexander (June 1979). 《Spanish in California: A Historical Perspective》. 《Journal of Communication》 29. 72–83쪽. doi:10.1111/j.1460-2466.1979.tb02949.x. 2023년 8월 29일에 확인함.
- Acevedo, Rebeca (2013). 《La tradicción histórica del español de California》. 《Verbum et Lingua: Didáctica, Lengua y Cultura》 1. 96–98쪽. 2023년 9월 22일에 확인함.
- Valdés, Guadalupe; Fishman, Joshua A.; Chávez, Rebecca; Pérez, William (2006). 〈Chapter 3: The Spanish Language in California〉. 《Developing Minority Language Resources: The Case of Spanish in California》. Multilingual Matters. 24–53쪽. doi:10.21832/9781853598999-005. ISBN 9781853598999. 2023년 8월 31일에 확인함.
- Colombi, María Cecilia (2006). 〈Multilingual California: Spanish in the Market〉. 《Multimodal Texts from Around the World》. Palgrave McMillan. 273–298쪽. doi:10.1057/9780230355347_12. ISBN 978-1-349-32140-7. 2023년 8월 31일에 확인함.
- Medina, D. Xavier; Ugues, Antonio; Bowler, Shaun (2009년 10월 15일). 《Two Political Worlds? The Relevance of the Spanish Language in California Politics》. 《California Journal of Politics and Policy》 1. doi:10.5070/P2MP41. 2023년 8월 31일에 확인함.
- Covadonga Lamar Prieto (2012). 《El Español de California en el siglo XIX》 (PDF). University of California, Los Angeles. 2023년 8월 31일에 확인함.
- García, Sara Soledad (January 2008). 《Spanish-English or English-Spanish in California: The Dialectics of Language in a Sociocultural Historical Context》. 《Journal of Public Policy》. 2023년 8월 31일에 확인함.
- Covadonga Lamar Prieto (2020년 7월 1일). 《Y al español de California no se lo tragó la tierra》. 《Otros Diálogos de el Colegio de México》 12. 2023년 9월 22일에 확인함.
- Balestra, Alejandra (January 2006). 《El tiempo futuro en el español de California (1800–1930): Incidencia del género en un cambio lingüístico en marcha》. 《Spanish in Context》 3. 72–83쪽. doi:10.1111/j.1460-2466.1979.tb02949.x. 2023년 9월 22일에 확인함.
- Gutiérrez, Félix (1985). 《The increase in Spanish-language media in California from 1970 to 1975: an index of the growing use of Spanish》. 《International Journal of the Sociology of Language》. doi:10.1515/ijsl.1985.53.115. S2CID 144668446. 2023년 8월 31일에 확인함.
- Moran, Kristin C. 《The Development of Spanish-Language Television in San Diego: A Contemporary History》 (PDF). 《Journal of San Diego History》 50. 2023년 8월 29일에 확인함.